# 甲斐大泉温泉
甲斐大泉温泉（かいおおいずみおんせん）は、山梨県北杜市大泉町（旧北巨摩郡大泉村）（旧国甲斐国）にある温泉である。ここでは甲斐大泉温泉のほか、町内にある泉温泉、花いずみの湯についても述べる。

## 甲斐大泉温泉
甲斐大泉駅から0.2㎞南にある。

### 効能
切創、やけど、五十肩、打ち身、疲労回復などに効能がある。

### 施設
JR小海線甲斐大泉駅周辺に、ホテルが付属した日帰り入浴施設が（パノラマの湯）存在する。また駅北側に泉温泉（後述）の湯を引いた宿泊施設が1軒ある。

### 歴史
歴史は比較的新しい。パノラマの湯は2004年（平成16年）に開業し、2013年（平成25年）8月8日に火災が発生して一時休業したが9月5日に営業再開している。

## その他温泉

### 泉温泉
山梨県北杜市大泉町谷戸1880（甲斐大泉温泉から4.6㎞南西）にある温泉。

#### 温泉情報
中性単純温泉、塩化物炭酸水素塩・塩化物泉。
周囲に宿泊施設はなく、「泉温泉健康センター」という健康センターが1軒あるのみである。

#### 交通
鉄道 : 中央本線長坂駅から北杜市民バスで「泉温泉前」下車。
車 : 中央自動車道長坂ICから8分。

### 花いずみの湯
山梨県北杜市大泉町谷戸8781（甲斐大泉温泉から4.2㎞西）にある温泉。

#### 温泉情報
中性炭酸水素塩・塩化物泉。
宿泊施設「AMBIENT八ヶ岳」が1か所のみ。コテージに付属しており、宿泊が可能。周囲は貸し別荘が多く、別荘利用者も多く立ち寄る。歴史などの詳細は不明。

#### 交通
鉄道 : 甲斐小泉駅から徒歩30分。
車 : 中央自動車道小淵沢ICから14分。

## その他
- 「甲斐大泉温泉や泉温泉の湯を運んでいる」という旅館が1軒存在する

- 近隣の温泉として清里温泉や小淵沢温泉、たかねの湯がある。

## 注
1. ↑  但し先述の宿泊施設に使われているため、温泉施設自体は2箇所となる。